# 니이사토역
니이사토역(일본어: 新里駅, にいさとえき)은 일본 군마현 기류시에 있는 조모 전기 철도 조모 전기 철도 조모 선의 역이다.

## 역 구조
상대식 승강장 2면 2선의 지상역으로 한정일 유인역이다.
조모 전기철도 조모 선의 상하행 교행이 가능한 역 중에서 상대식 승강장은 당역 뿐으로, 북쪽에 보수선이 1선이다.

### 승강장
|  | ■ 조모 선 | 아카기・니시키류 방면   |
|  | ■ 조모 선 | 오고・주오마에바시 방면 |

## 역 주변
- 기류 시 니이사토 종합 센터(기류 시 관공서 니이사토 지소, 옛 니사토 면사무소)
- 기류 시 니이사토마치 보건 문화 센터
- 니이사토 향토 자료관
- 니이사토 우체국
- 캐리비안 비치 - 2.6km(도보 33분)
- 군마 미도리 농업 협동 조합 니이사토 지소
- 베이시아 니이사토점
- 군마 곤충의 숲 - 역에서 버스로 5분 정도.

## 역사
- 1928년 11월 10일: 다케이역으로 영업 개시.
- 1948년 5월 1일: 현재의 위치로 이전, 니이사토역으로 역명 변경.
- 1998년 3월 27일: 현역사 공용 개시.

## 인접역
| ■ 조모 전기 철도 조모 선 | ■ 조모 전기 철도 조모 선 | ■ 조모 전기 철도 조모 선 |
| ------------------------ | ------------------------ | ------------------------ |
| 젠 주오마에바시 방면     |                          | 닛카와 니시키류 방면     |